# Regionalbibliothek
Als Regionalbibliothek bezeichnet man in Deutschland diejenigen Bibliotheken, die für das Sammeln, Vorhalten und Bereitstellen des regionalen Schrifttums und seine Verzeichnung in einer Bibliografie (Landesbibliographie oder Regionalbibliografie) zuständig sind. Die Aufgaben einer Regionalbibliothek sind in etwa mit denen einer Nationalbibliothek im kleineren Maßstab zu vergleichen. Viele Regionalbibliotheken besitzen auch ein regionales Pflichtexemplarrecht.
Zu den Regionalbibliotheken gehören alle Landesbibliotheken (auch unter der Bezeichnung Staatsbibliothek) und einige Stadtbibliotheken mit regionalbezogener Sammeltätigkeit. Ein Teil der Regionalbibliotheken sind gleichzeitig einem anderen Bibliothekstyp zuzuordnen, was sich oft auch an ihren Namen ablesen lässt (beispielsweise Saarländische Universitäts- und Landesbibliothek, Niedersächsische Staats- und Universitätsbibliothek Göttingen, Staats- und Stadtbibliothek Augsburg).
Viele Regionalbibliotheken gehen auf königliche oder fürstliche Hofbibliotheken oder auf Verwaltungsbibliotheken (wie z. B. die Schleswig-Holsteinische Landesbibliothek in Kiel) zurück.
Die Staatsbibliothek zu Berlin und die Bayerische Staatsbibliothek in München besitzen insofern einen Sonderstatus, als sie bereits im 19. Jahrhundert überregionale Aufgaben wahrgenommen haben und national bis international von Bedeutung sind – insofern sind sie nicht mehr zu den Regionalbibliotheken zu zählen.